# Бајро Жупић
Бајрам Бајро Жупић (Нови Пазар, 21. јануар 1960) бивши је југословенски фудбалер. 

## Каријера
Фудбалску каријеру започео је у клубу Нови Пазар. После само једне сезоне у конкуренцији за сениоре добио је позив да игра за београдски Партизан. Играо је у одбрани и био чврст у дуелима, убрзо је освојио срца навијача Партизана и постао њихов љубимац пре свега због велике борбености. Освојио је неколико трофеја са клубом.
Године 1990. након што је одиграо укупно 247 утакмица за Партизан, прешао је у аустријски клуб ДСВ Алпине где је играо једну сезону 1990/91.
Након што се повукао са фудбалских терена, посветио се раду са млађим категоријама у фудбалском клубу Нови Пазар.

## Успеси
Партизан
- Првенство Југославије: 1986, 1987.
- Куп Југославије: 1989.